# 大中国 (歌曲)
大中国，原名“中国”，高枫词曲，高枫原唱，创作于1995年。该曲经中央电视台《东方时空》播出后迅速走红。1998年春晚时改名为“大中国”。
歌曲为三段式结构，开头的曲调改编自《东方红》，第一乐段旋律改编自东北秧歌曲《满堂红》（邓丽君的《小媳妇回娘家》部分前奏亦采用此素材），第二段旋律改编自江苏民歌《茉莉花》。

《大中国》、《小媳妇回娘家》和《满堂红》的旋律对比

## 歌曲大事记
- 1995年中央电视台《东方时空》音乐电视改版，《中国》作为一号作品滚动播出。[2]
- 1996年央视春节联欢晚会上，高枫在节目《'95 流行风》中演唱了《中国》。
- 1998年央视春节联欢晚会上，毛宁、刘德华、张信哲演唱了《大中国》。
- 2019年庆祝中华人民共和国成立70周年联欢活动上，全场联欢群众合唱《大中国》。

## 专辑收录
| 专辑名         | 歌手     | 唱片公司 | 发行日期   |
| -------------- | -------- | -------- | ---------- |
| 《天那边的爱》 | 高枫     | Cn Muisc | 1995-06    |
| 《思念谁》     | 巫启贤   | Cn Muisc | 1996-06    |
| 《美丽新世界》 | 高枫     | 盛安大唐 | 2002-08-29 |
| 《记得·爱》    | 聚点翻转 | 红创文化 | 2011-05-13 |

## 脚注
1. ↑  施咏. . 合肥: 安徽文艺出版社. 2017: 103–106. ISBN 978-7-5396-6184-1.
2. ↑   . 新浪娱乐. 2011-06-23  [2011-09-14] （中文（简体））.